# جيمس تود (سياسي)
جيمس تود هو سياسي كندي، ولد في 1742، وتوفي في 16 أكتوبر 1816.